# 王熙斋
王熙斋（1908年—1991年），山东莱阳市冯格庄镇桃园庄村人。中华人民共和国政治人物。

## 生平
1938年11月加入中国共产党。抗日战争时期，任莱阳县青救会秘书，胶东区职工联合会秘书，胶东区党委赴莱阳工作团副团长，胶东行署教育科副科长，西海专署教育科科长。莱东行署代理副主任、莱东县代理副县长。1945年10月至1946年3月任莱东县县长。
1946年3月调到威海，任威海市《大威周刊》社副社长，后调到胶东《大众报》社任编辑，中共胶东区委秘书组组长，莱西南县县长、县委代理书记。中华人民共和国成立后，调到中华人民共和国劳动部任人事处处长。后调到山西省劳动厅任副厅长，华北局劳动教育局局长，中华人民共和国林业部劳动工资司副司长。1982年12月离休。1991年去世。